# Samuel Lafone
Samuel Fisher Lafone (Liverpool, 1805 – Buenos Aires, 1871) fue un empresario uruguayo nacido en Liverpool, Inglaterra.

## Primeros años
Descendiente de franceses hugonotes emigrados a las islas británicas en tiempos de persecución religiosa, a fines del siglo XVI, se radicó en Buenos Aires en 1825, donde se dedicó al comercio de exportación de cueros, consecuencia de que su familia tenía una curtiembre en su ciudad natal. Sus negocios fueron fructíferos y posibilitaron el arribo de su medio hermano, Alejandro Ross Lafone, con quien formó una sociedad acopiadora de productos ganaderos (charque, sebo, cueros salados y secos) e importadora desde Gran Bretaña de tejidos de lana, algodones, ferretería, juguetería y loza. También traían mercaderías de Francia, Alemania y de las Indias Orientales. 
Su vida familiar se inició de manera azarosa al contraer matrimonio con una criolla, María Fligia de Quevedo y Alsina, hija de un importante comerciante español, de credo católico, pero la pareja se unió en 1832 en matrimonio dentro de la fe protestante en una ceremonia secreta, oficiada por un pastor norteamericano. Lafone fue condenado a pagar una multa de mil pesos y, junto a su hermano, recibieron la orden de salir de Argentina. En 1833 Lafone, su esposa, su hermano y su cuñado, Juan Quevedo, se trasladaron a Montevideo. 
Entre las muchas obras que este inmigrante inglés dejó en Montevideo, se halla la iniciativa de fundación en 1842 de la zona de "La Teja", oficialmente llamada "Pueblo Victoria" en homenaje a la Reina Victoria I del Reino Unido, pero popularmente conocido por el material con que estaban construidos los techos a dos aguas de sus casas al estilo británico. En las tierras del antiguo pago "Jesús María", entre los arroyo Pantanoso y Miguelete, en terrenos que primero arrendó en 1833 a la sociedad formada por Francisco Juanicó y Andrés Cavaillon y luego adquirió en propiedad en 1841, Lafone instaló un establecimiento saladeril modelo. 
Para propagar el culto protestante y evitar problemas a las colectividades que profesaban esa fe, en 1845, en Montevideo, en la zona del Cubo del Sur, promovió la construcción del Templo Inglés, dedicado a la Santísima Trinidad, valorado en 50.000 pesos, donde se realizaron los ritos protestantes.

## Los negocios

### Los negocios de colonización
Los primeros negocios de Lafone en Uruguay se centraron en sucesivas tratativas con el gobierno para promover el proceso de colonización e inmigración. La propuesta de Lafone era reunir un número de 1000 inmigrantes. El gobierno pagaría 80 patacones por cada inmigrante mayor de catorce años y la mitad por los menores de esa edad; los niños pequeños y los mayores de 65 años quedaban excluidos del pago. La propuesta fue aceptada de inmediato. El gobierno firmó vales a 12, 18 y 24 meses de plazo.
Según el contrato, Lafone podía adquirir tierras de pastoreo, terrenos en el ejido y en la zona costera; el pago se haría en dinero y con los documentos de crédito que poseía a su favor del Estado. Estos negocios interesaron a un grupo de empresarios, entre los que se encontraban Jaime Estrázulas, Francisco Lecocq, Federico Nin Reyes, Cándido Juanicó y Atanasio Aguirre, quienes en 1852 organizaron una Sociedad de Población y Fomento con el fin de promover la agricultura en los ejidos de los pueblos de Canelones, San José, Colonia, Soriano, Durazno, Paysandú, Tacuarembó y Cerro Largo. 
En Carmelo se estableció una filial denominada Sociedad Agrícola y Filantrópica con un predio de 500 cuadras, instalando a 30 familias.

### El saladero del Pantanoso
De sus numerosos negocios puso en funcionamiento un saladero en una superficie de 1000 cuadras sobre el arroyo Pantanoso, en el paraje de Rincón del Cerro. El establecimiento se hizo famoso por los métodos modernos de higiene, de salado y de embalaje. 
La instalación del saladero fue la compra realizada por Lafone de una tercera parte de los terrenos indivisos y de las pertenencias de una sociedad integrada por Atanasio Aguirre, Juan Miguel Martínez y Federico Lecocq. Se ubicó lindero al Cerro fuera de la Zanja Reyuna. Fue uno de los primeros en ubicarse fuera de la zona habitual de saladeros en los Pocitos. 
El saladero de Lafone tenía numerosos galpones, construcciones y viviendas para sus obreros, cuyos techos, imitando las construcciones de las islas británicas, eran a dos aguas y de tejas. El Pueblo Victoria tenía 122 manzanas delineadas en 1842 por los agrimensores de la Comisión Topográfica, Gutiérrez y Eguía. El varadero de La Teja y los terrenos que ocupaba el saladero fueron adquiridos en 1914 por el Estado, ya ruinosos. Allí, y en terrenos ganados al mar por la obra del puerto de Montevideo, se instalaría la planta de ANCAP.

### Los negocios del mercado
Hacia 1841 Lafone era depositario de cuarenta y siete letras del gobierno que importaban 40.124 reís. Estas letras serían efectivas con el remate de las rentas del Mercado. Las inquietudes de pérdida de dinero de Lafone salieron a la luz cuando organizó con varios comerciantes una sociedad para construir en Montevideo un mercado. Solicitó y comunicó las gestiones al gobierno, que una vez finalizada la Guerra Grande, aspiraba a adquirir el Fuerte de San José, para demolerlo y levantar allí un mercado. La sociedad alquilaría los lugares de venta, siendo el predio, no la construcción, propiedad del gobierno, pero esta iniciativa no prosperó.

### Lafone prestamista
En el período de la Guerra Grande Lafone fue una de los más importantes prestamistas y acreedores del Gobierno de la Defensa y de particulares. Junto a Carlile Smith, en 1840 se declararon acreedores de la mitad de la Plaza Independencia y de un solar en la Plaza Constitución que no había recibido, además de rentas de aduana. También fue un fuerte accionista de la Sociedad Compradora de Rentas de Aduana, integrante de la Sociedad de Cambios y socio fundador del Banco Comercial.

### Las explotaciones marítimas
La más productiva e importante compra de tierras públicas la inició en sociedad con su medio hermano Alejandro Ross Lafone, para adquirir la península de Punta del Este, a pocos kilómetros del pueblo de Maldonado. 
En 1843 el almirante George Sartorius fue comisionado por una empresa naviera inglesa para acondicionar la Isla Gorriti como lugar de acopio de carbón. Fue su parecer junto con el de Samuel y Alejandro Lafone, que Maldonado y su bahía poseía óptimas condiciones de ubicación para un puerto al sur de Santa Catarina.
El marino y los comerciantes consideraron que podía transformarse en el principal puerto de desembarco de pasajeros y carga del Atlántico Sur. Su plan consistía en unir la isla Gorriti con tierra firme, levantando un muelle sobre la Boca Chica. La compañía propuso al gobierno comprar los derechos sobre la isla por mil quinientos pesos, propuesta que fue aceptada. La publicación del convenio despertó  las críticas de los gobiernos extranjeros, en especial el argentino, que discrepó sobre la idea de fortificar la boca del Río de la Plata, transformando a Maldonado en el control del comercio regional.
Las expectativas del grupo se concentraban en la explotación de los lobos y focas e ir hacia el sur a la pesca de la ballena. El gobierno aceptó con rapidez  la propuesta, debido a los apremios económicos que soportaba a causa de la guerra. La venta se realizó el 27 de septiembre de 1843. Así el gobierno vendió la península de Punta del Este. Los compradores cedieron al gobierno 120 manzanas para crear un pueblo. Los hermanos Lafone entregaron para el pago de los derechos de la caza de los anfibios, y los bonos y papeles que el propio gobierno les había entregado. La escritura de pesca se extendía hasta el 4 de diciembre de 1855. 
La clave de la adquisición de las tierras se hallaba en el negocio de la pesca de ballenas, lobos y focas, de las que se extraían aceites, pieles, huesos y carnes. Esta práctica ya existía desde 1837 en manos de Francisco Aguilar, quien con su goleta Lobo la usaba para transportar los productos. Al pasar a la sociedad de Lafone se le concedió el área de matanza que comprendía las islas de Lobos, Castillos y las costas de Rocha hasta el límite con el Brasil, por lo que la explotación de Aguilar se unió a la de Lafone. El negocio era redituable: solo de la isla de Lobos se extraían 20.000 pieles finas en dos años.
La sociedad de los hermanos Lafone se constituyó el 30 de marzo de 1843 y se renovó nuevamente el 4 de diciembre de 1855. Como culminación de toda esta actividad comercial, de  una clara visión geopolítica, fue el reconocimiento en 1844, realizado por los hermanos Lafone de las Islas Malvinas. El observador enviado por los comerciantes fue Marcelino Martínez, entregando informes atractivos para colonizar, criar ovinos y vacunos, así como, para la instalación de un establecimiento en el sur para la caza y explotación de la ballena.
Alejandro Ross Lafone se trasladó a Londres y suscribió un convenio con la propia reina Victoria, por el cual su Majestad Británica vendía la parte de la Isla Malvinas del este y se llamaría Lafonia, el mismo nombre del vapor que hacía la carrera entre Lafonia y Montevideo, además de pequeñas islas adyacentes y medio acre de la ciudad capital y 25 acres de la zona suburbana por 6 años y 6 meses.  
Si se observa con cuidado la región oceánica, era de suma importancia el área de expansión, de control comercial y colonizador llevado a cabo por la sociedad de los hermanos Lafone. Su visión se centraba en el océano Atlántico unido al Río de la Plata. Desde la península de Punta del Este se buscaba conectar puertos oceánicos y fluviales hacia el sur en la línea de las Islas Malvinas y la comunicación con el Pacífico por el Cabo de Hornos, comerciando con Valparaíso y hacia el norte con El Callao, Guayaquil hasta Panamá, impidiendo la competencia del comercio norteamericano desde el puerto de San Francisco.   
A ello se agregó, a partir de 1866, una línea de buques a vapor que fondeaba en Buenos Aires. La sociedad Falkland Island Company presidida por Lafone intervino con sus influencias para que la cabecera de sus actividades comerciales se centrara en la isla Lafonia.

### La compra de tierras
Adquirir y controlar territorios fue un objetivo de Lafone. Las grandes compras se iniciaron cuando el gobierno  enajenó a “censo perpetuo” el edificio de la Bóvedas y Cubo del Norte, el 28 de enero de 1836. José Montero, primer comprador, cedió su adquisición a Lafone y a Ramón de las Carreras. Allí se construyeron tres muelles de madera para facilitar el embarque. A sus expensas se agregó una rampa para facilitar el embarque y desembarque y se abrió una puerta en sus almacenes del lado del mar. 
En 1842 Lafone adquirió por mitades, con un posterior reconocimiento del gobierno en 1854, el Establecimiento Balneario de Domingo Gounouilhou. El predio se encontraba entre la calle 25 de Agosto al norte, al sur la calle Piedras, Patagones al este y la Dársena al oeste. En el contrato del 10 de octubre de 1842, Lafone se comprometía a construir la prolongación de la rambla  de la Aduana a la altura del Fuerte de San José y, en compensación, el gobierno le otorgaba un terreno submarino vecino al Fuerte sin determinar la extensión. Este asunto provocó un pleito entre Gounouilhou y Lafone porque ambos se creían con derecho al predio.
Siempre acuciado por las deudas y por los enfrentamientos políticos, el gobierno trataba de engrosar sus arcas con las ventas de tierras y edificios públicos. De 1836 a 1850 la compra de tierras otorgaría importantes ventajas a los empresarios nacionales y extranjeros. En ese negocio se interesó Lafone. Por entonces compró la Barraca del Puerto, que fraccionó en dos partes y las vendió por separado en 1848. En 1836 el gobierno vendió los terrenos de la futura Rambla Portuaria, predios que Lafone adquirió, fraccionó y negoció. 
Después de la Guerra Grande las compras de tierras fueron realizadas por Juan Quevedo, su cuñado y Jaime Estrázulas. Juan Quevedo cedió una parte en 1863 a Lafone y Estrázulas a Quevedo en 1865 por escritura en Buenos Aires, refrendada el mismo año en Montevideo. Los negocios de tierra fraccionados en lotes de diferentes extensiones demostraron una visión del futuro progreso urbano de Montevideo, unido al puerto en la construcción de la Rambla portuaria, conjuntamente con los muelles, las barracas y los almacenes.
También tenía estancias en las provincias argentinas de Entre Ríos y Santa Fe en sociedad con su consuegro Thomas Tomkinson. 

### La explotación de minas
La provincia de Catamarca en la República Argentina tenía recursos minerales importantes señalados por mineralogistas y comentado por muchos viajeros. Las minas que allí tenía Lafone eran consideradas como las más ricas de cobre, explotadas a su beneficio desde su casa comercial de Montevideo. Los minerales se fundían en Santa María, a 35 leguas al norte de las minas. Lafone también era propietario de la fundición “Piliciao” instalada en medio de un bosque al pie de las montañas de Ambato.
Los negocios de Lafone en Catamarca eran supervisados por su hijo, Samuel A. Lafone Quevedo, nacido en Montevideo pero educado en Inglaterra desde su adolescencia. Se había graduado en la Universidad de Cambridge con honores. 
En Uruguay, Lafone también intentó el negocio de la explotación minera en las minas de Cuñapirú.

## Últimos años
En 1858, a consecuencia de la inestabilidad del país, sufrió un quebranto financiero importante y llamó a acreedores, pagó rigurosamente lo adeudado con sus intereses. Sin embargo, se rehabilitó, pero ya no como gran comerciante y financista del gobierno. La Guerra Grande había finalizado, no tenía buenas relaciones con los hombres de la política y su fortuna había mermado. 
Su vida de trabajo no decayó, continuó con múltiples acciones comerciales, pero sus bríos de lucha se debilitaron, ocupándose por momentos de actividades caritativas y filantrópicas. El otrora acaudalado inglés falleció en Buenos Aires 30 de abril de 1871 al asistir a los enfermos de su colectividad durante la epidemia de fiebre amarilla. Sus restos fueron traídos a Montevideo.
María de Quevedo y Alsina, esposa de Lafone, fue socia fundadora en 1843 de la "Sociedad Filantrópica de Damas Orientales", que presidía Bernardina Fragoso Laredo, la esposa de Fructuoso Rivera. Tuvieron varios hijos, entre otros el historiador y antropólogo Samuel Lafone Quevedo, y los empresarios Hope y Guillermo Lafone Quevedo, que continuaron con los negocios de su padre.
Juan de Quevedo, cuñado de Lafone, fue hacendado, accionista del Banco Comercial, miembro del directorio de la empresa del gas y abuelo materno de Luis Alberto de Herrera.